# Whiskey Lullaby
«Whiskey Lullaby» (с англ. — «Виски колыбельная») — песня американских кантри-исполнителей Брэда Пейсли и Элисон Краусс, вышедшая в качестве третьего сингла с третьего студийного альбома Пейсли Mud on the Tires (2003). Автором песни выступили Билл Андерсон и Джон Рэндалл. Песня достигла платинового статуса RIAA и стала лучшей песней года (CMA Awards в категории «Лучшая песня года».

## История
Написанная в виде печальной акустической баллады песня была создана Джоном Рэндаллом после развода с женой и потерей контракта со студией, что и привело его к запою и потери смысла жизни. Лишь слова менеджера остановили его: «Каждый раз, когда ты прикладываешь бутылку к голове, ты нажимаешь спусковой крючок». В итоге он и Билл Андерсон создали песню о солдате, вернувшемся из армии и увидевшем предательство любимой, что и привело их к печальному концу, сначала его, а позднее и её. Песня и видеоклип получили множество наград и номинаций, в том числе награду Ассоциации кантри-музыки CMA Awards в престижной категории «Лучшая песня года» (Song of the Year).
«Whiskey Lullaby» дебютировала 10 апреля 2004 года на № 48 в хит-параде Billboard Hot Country Singles & Tracks. К апрелю 2014 года было продано 1 686 000 цифровых копий сингла (это одна из 4 его песен с платиновым статусом RIAA, другие три: «She’s Everything», «Then» и «Remind Me»)
...Мы обнаружили его лежащим вниз лицом на подушке,

И при нём – записка, в которой он говорил: "Я буду любить её до самой смерти".

А когда мы хоронили его под ивой,

Ангелы пели Колыбельную Виски...... Билл Андерсон, Джон Рэндалл

## Награды и номинации
Источник:.
| Награда          | Категория                              | Результат |
| ---------------- | -------------------------------------- | --------- |
| CMA Awards       | Песня года (Song of the Year)          | Победа    |
| CMA Awards       | Сингл года (Single of the Year)        | Номинация |
| CMA Awards       | Music Video of the Year                | Победа    |
| CMA Awards       | Musical Event of the Year              | Победа    |
| ACM Awards       | Песня года (Song of the Year)          | Номинация |
| ACM Awards       | Сингл года (Single Record of the Year) | Номинация |
| ACM Awards       | Vocal Event of the Year                | Победа    |
| ACM Awards       | Video of the Year                      | Победа    |
| CMT Music Awards | Collaborative Video of the Year        | Победа    |
| CMT Music Awards | Video Director of the Year             | Победа    |
| CMT Music Awards | Video of the Year                      | Номинация |

## Чарты и сертификации

### Еженедельные чарты
| Чарт (2004)                       | Высшая позиция |
| --------------------------------- | -------------- |
| США (Billboard Hot 100)           | 41             |
| США (Billboard Hot Country Songs) | 3              |

### Итоговые годовые чарты
| Чарт (2004)                  | Позиция |
| ---------------------------- | ------- |
| US Country Songs (Billboard) | 18      |

### Сертификации
| Регион | Сертификация  | Продажи   |
| --- | ------------- | --------- |
| США (RIAA) | 2× Платиновый | 1,935,000 |
| * Данные о продажах приведены только на основе сертификации. ^ Данные о тиражах приведены только на основе сертификации. |               |           |